# Karla (Kose)
Pour les articles homonymes, voir Karla.
Karla est un village de la commune de Kose du comté de Harju en Estonie.
Au 31 décembre 2011, le village compte 49 habitants.